# Борне (Нідерланди)
Борне (нід. Borne, нід. вимова: [ˈbɔrnə] ( прослухати)) — муніципалітет і місто на сході Нідерландів, у провінції Оверейсел.

## Історія
Археологічні знахідки свідчать про наявність людських поселень на території сучасного Борне щонайпізніше за Залізної доби. Перша ж письмова згадка про місто, яке на той час мало назву Borghende, датується 1206 роком.
Протягом значної частини історії основу економіки Борне складало сільське господарство, насамперед тваринництво та вирощування жита і гречки.

## Географія

### Населені пункти муніципалітету
Місто
- Борне

Села
- Азело (частково)
- Гертме
- Зендерен

### Топографія
Нідерландська топографічна карта муніципалітету Борне, червень 2015 року.

## Визначні мешканці
- Ваут Веггорст (нар. 1992) — нідерландський футболіст, нападник
- Марлен Велдгойс (нар. 1979) — нідерландська плавчиня, олімпійська чемпіонка.
- Матс Віффер (нар. 1999) — нідерландський футболіст, півзахисник

## Галерея

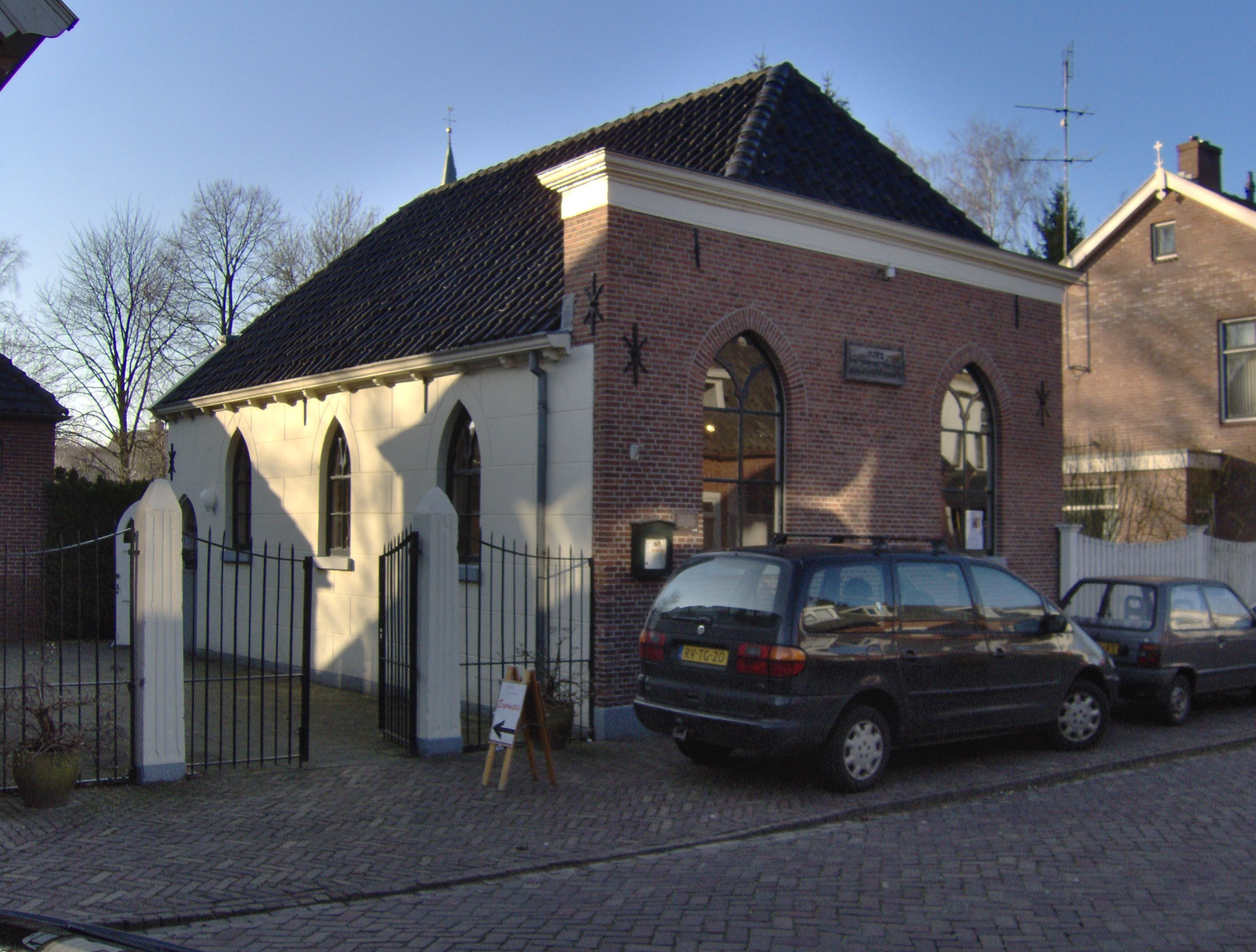
Синагога у Борне
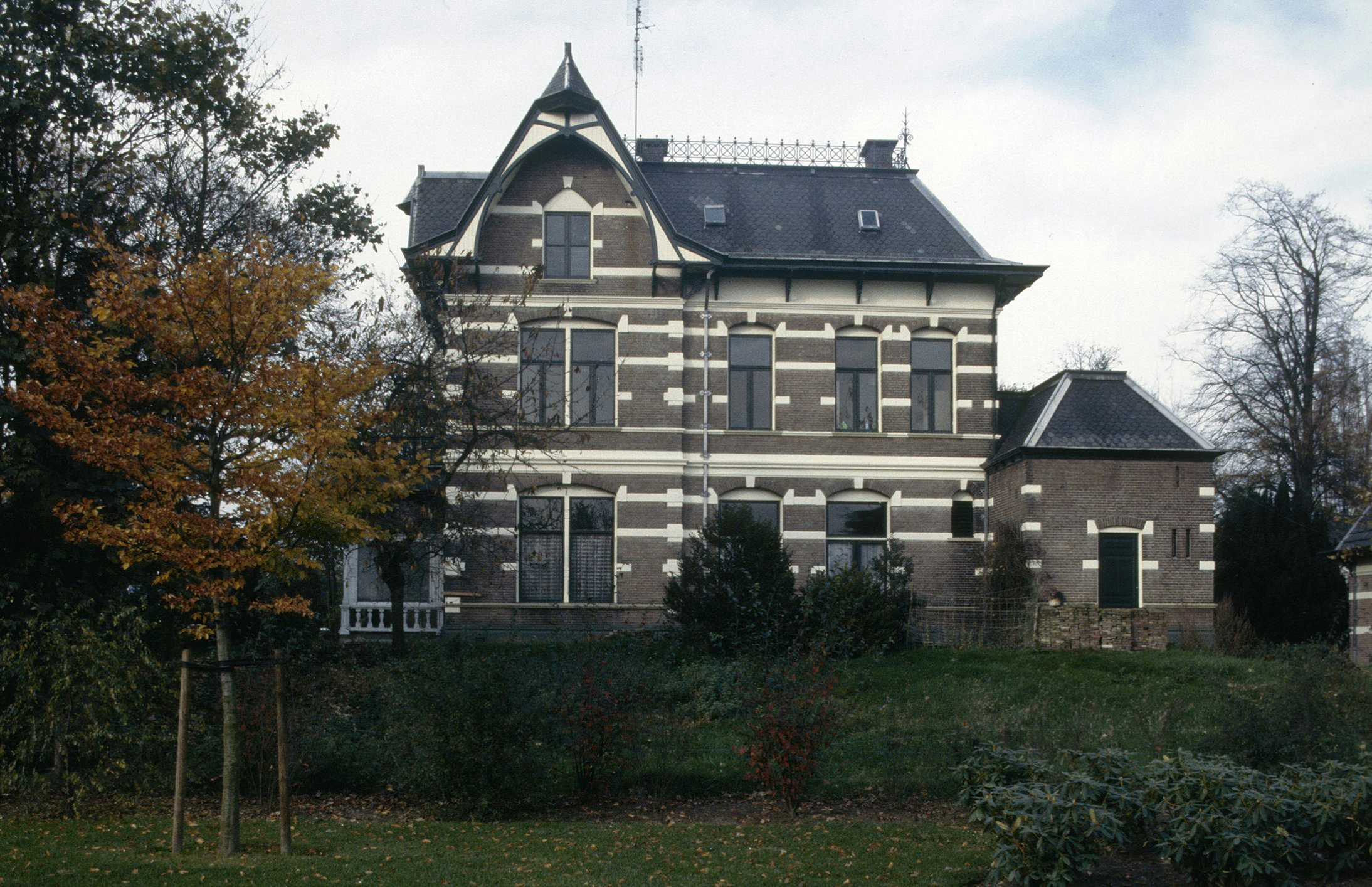
Маєток у місті
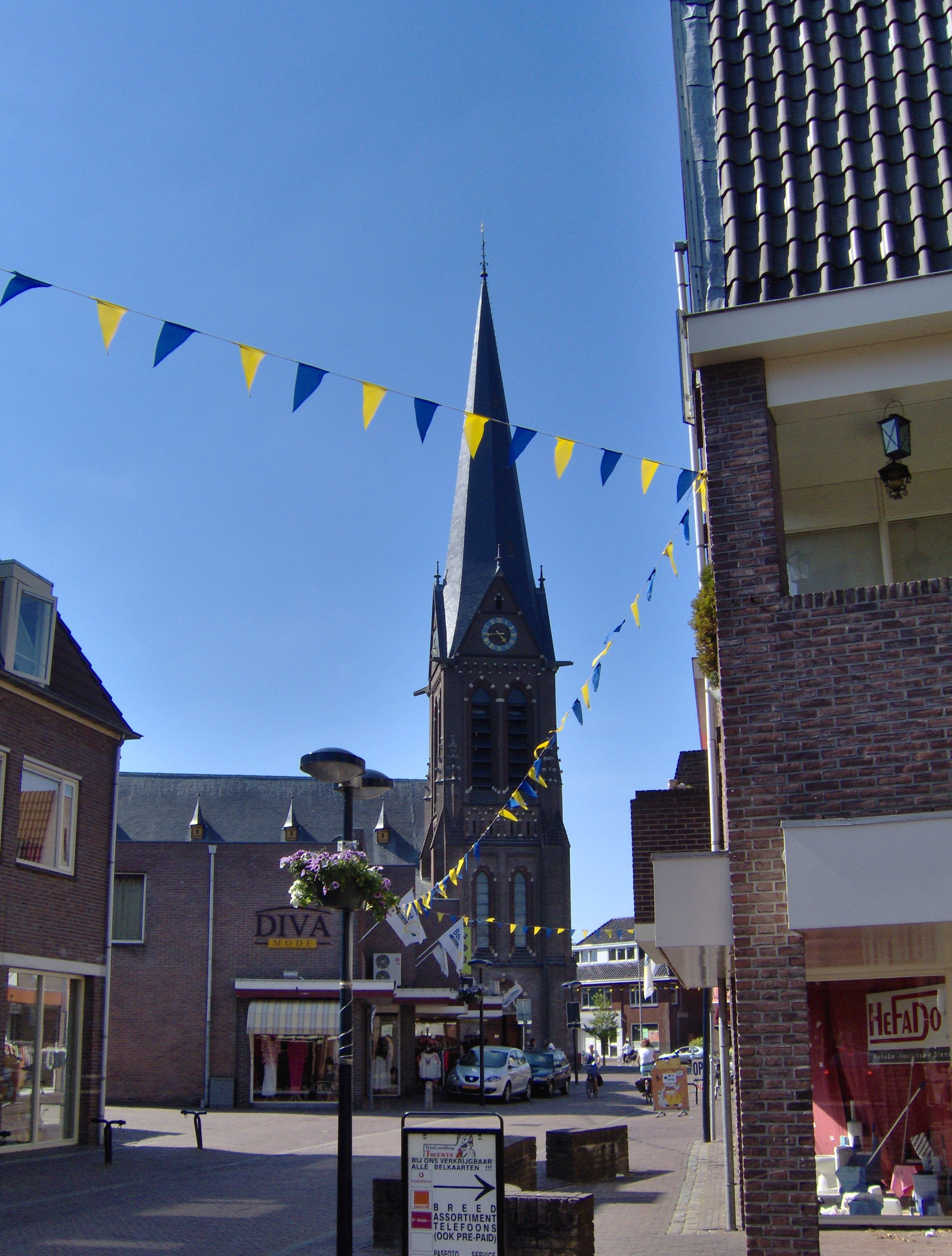
Церква св. Стефануса
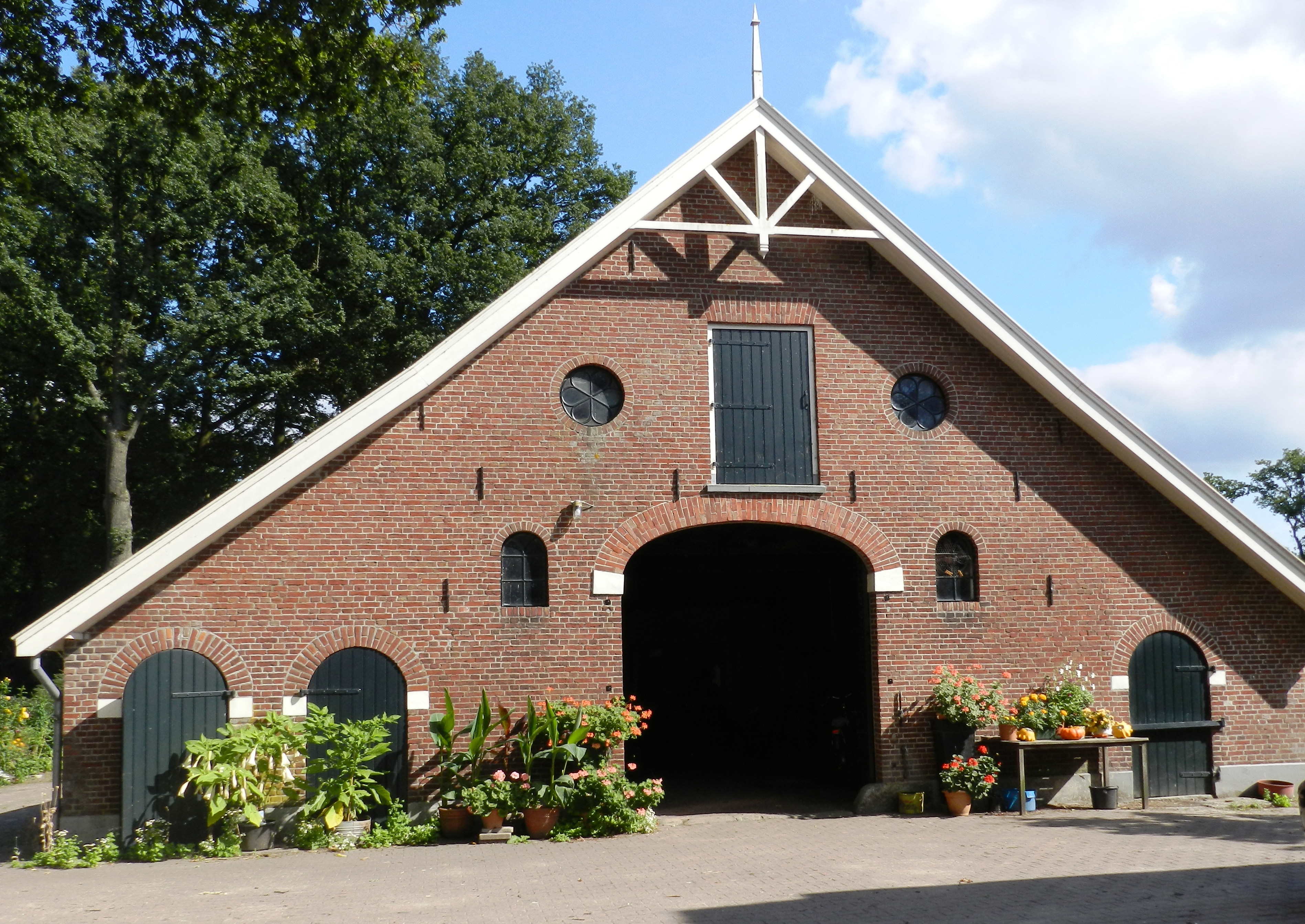
Складське приміщення